# Podalonia pseudocaucasica
Podalonia pseudocaucasica là một loài côn trùng cánh màng trong họ Sphecidae, thuộc chi Podalonia. Loài này được Balthasar miêu tả khoa học đầu tiên năm 1957.